# Halikko å
Halikko å (finska: Halikonjoki) är en å i Salo stad i Egentliga Finland i den tidigare kommunen Halikko. Ån har sin början i norra Halikko där Kuusjoki å och Vaskio å flyter samman för att strömma genom Halikko och mynna ut i fjärden Viurilanlahti i Skärgårdshavet. Transport på ån försvåras avsevärt av flera forsar, gamla dammbyggnader samt kvarnar och låga broar.
Halikko å tillhör de nationellt värdefulla landskapsområden i Finland.
Halikko å rinner i en djup flodbädd vars bankar i huvudsak består av lera. Ån är fattig på vatten och dess ström hör till de svagaste i sydvästra Finland med ungefär en kubikmeter per sekund. På våren kan dock strömmen nå uppemot 30 kubikmeter per sekund. 
Ån rinner genom ett åkerlandskap som upptar 40 % av avrinningsområdet. Vatten från åkrar och diken har en brun färg och inte ens vid de grundaste ställena är botten synlig. Förutom lera spolas även ungefär 2550 ton kväve och 23,4 ton fosfor ut i havet årligen.
På ängarna längs åns stränder blommar speciellt kabbleka, gulsippa och vitsippa. Halikko å och Uskela å har ett gemensamt område där många fågelarter trivs. Där har två fågeltorn uppförts.
Halikko ås vattenmängd har minskat betydligt under årens lopp. Ännu på 1500-talet kunde man segla långt upp i ån. I ån finns det två gamla kvarndammar: Ahtiala kvarn vid Häntälä fors och Klinkka kvarn i Ammakko by, även kvarnarnas ruiner finns kvar.
Riksväg 1 och regionalväg 224 korsar Halikko å söder om Märynummi i Halikko. Kustbanan Åbo–Helsingfors och regionalväg 110 korsar ån i Halikko kyrkby.